# Diocesi di Orrea di Aninico
La diocesi di Orrea di Aninico (in latino: Dioecesis Horreoaninicensis) è una sede soppressa e sede titolare della Chiesa cattolica.

## Storia
Orrea di Aninico, identificabile con le rovine di Aïn Roua nell'odierna Algeria, è un'antica sede episcopale della provincia romana della Mauritania Sitifense.
Secondo Jaubert e Mesnage, il termine Aninicensis farebbe riferimento alla potente famiglia romana degli Anicii, che possedeva immense proprietà nelle province africane. Come altre famiglie meno importanti, anche quella degli Anici stabilì nei suoi vasti possedimenti delle sedi episcopali, tra cui quella di Horrea.
Unico vescovo conosciuto di questa diocesi africana è il donatista Cresconio, che prese parte alla conferenza di Cartagine del 411, che vide riuniti assieme i vescovi cattolici e donatisti dell'Africa romana; la diocesi in quell'occasione non aveva un vescovo cattolico.
Dal 1933 Orrea di Aninico è annoverata tra le sedi vescovili titolari della Chiesa cattolica; dal 29 gennaio 2003 il vescovo titolare è Abraham Desta, vicario apostolico di Meki.

## Cronotassi

### Vescovi residenti
- Cresconio † (menzionato nel 411) (vescovo donatista)

### Vescovi titolari
- Jerónimo José Podestá † (2 dicembre 1967 - 1972 dimesso)
- Abraham Desta, dal 29 gennaio 2003